# Quartiermeister

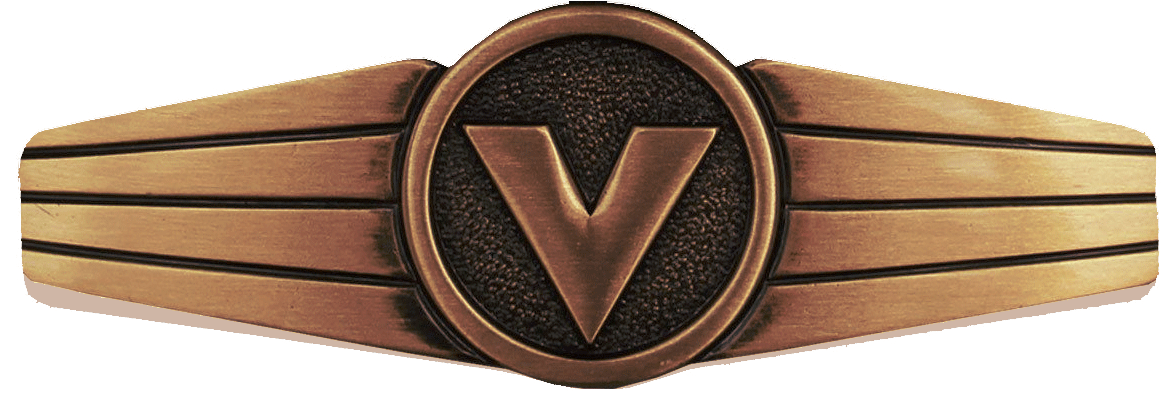
Abzeichen für „Versorgungs- und Nachschubpersonal“ bei der Bundeswehr – historisch Quartiermeister

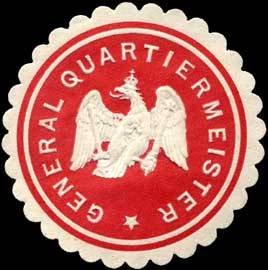
Siegelmarke des preußischen Generalquartiermeisters

Quartiermeister ist eine historische Funktionsbezeichnung für Offiziere in Militär oder Marine. Ihre traditionellen Aufgabenbereiche lagen bei Versorgung und Organisation von Beschaffung, Nachschub, Instandhaltung, Logistik; seltener auch Requisition oder Sonderaufgaben nach Bedarf.
Ihre Dienstränge, Verantwortungsbereiche und Befugnisse haben sich im Verlauf der Geschichte mehrfach gewandelt. Es gab Quartiermeister bei Landsknechten, die ursprünglich für Unterkunft, Beschaffung und Verpflegung zuständig waren. Mit der Entwicklung des Heereswesens wuchs auch der Aufgaben- und Hierarchiebereich von Quartiermeistern im Armeekorps und im Generalstab. Im 21. Jahrhundert ist die Bezeichnung beim Militärwesen weitgehend verschwunden; die traditionellen Aufgaben wurden in modernisierte Strukturen verlagert.

## Begriffsbildung
Frühe schriftliche Erwähnung der deutschen Begrifflichkeit Quartiermeister (auch „Quartiermaister“) finden sich im frühen 14. Jahrhundert. Von der Aufgabe » Quartier machen «, leitet sich der Quartiermacher ab (später Furier von (französisch fourrier)). Der Vorgesetzte wurde in der Folgezeit Quartiermeister genannt. Der Wortstamm Quartier (französisch für „Viertel“) steht auch für ein Teil eines Heerlagers und kann mit der Bedeutung Stadtviertel verglichen werden. Im Militärwesen steht Quartier für die Unterkunft von Truppen in der Kaserne oder für Einquartierung in anderen (requirierten) Räumen oder Gebäuden. Das Standortquartier kann die  Garnison sein oder der aktuelle Standort. Das Winterquartier war bei historischen Feldzügen als Winterlager von Bedeutung. Seit 1525 wird der Begriff in Kriegsbüchern und Kriegsordnungen und in weiteren theoretischen Werken zur Militärwissenschaft behandelt, wie sie von Johann Jacobi von Wallhausen und weiteren Militärschriftstellern bekannt sind.
In der Schifffahrt gab es eine Begriffsverknüpfung mit dem Achterdeck (auch Viertel- oder Quarterdeck) von historischen Schiffen. Dieser Bereich war vom normalen Mannschaftsaufenthalt auf Schiffen ausgeschlossen und weitgehend den Offizieren vorbehalten. Ein sogenannter Quartermeister (auch Quartermaster) wurde im Seewesen ein geübter Steuermann genannt.

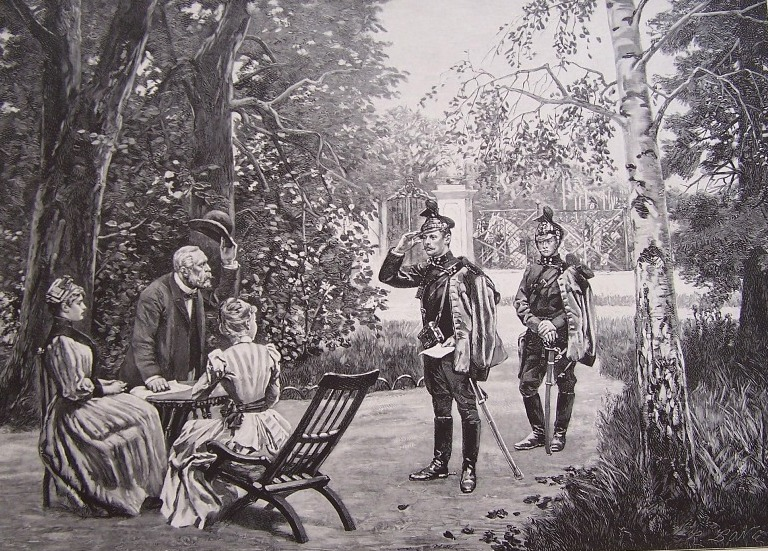
Wojciech Kossak, Gemälde: Einquartierung (polnischer Quartiermeister um 1893)
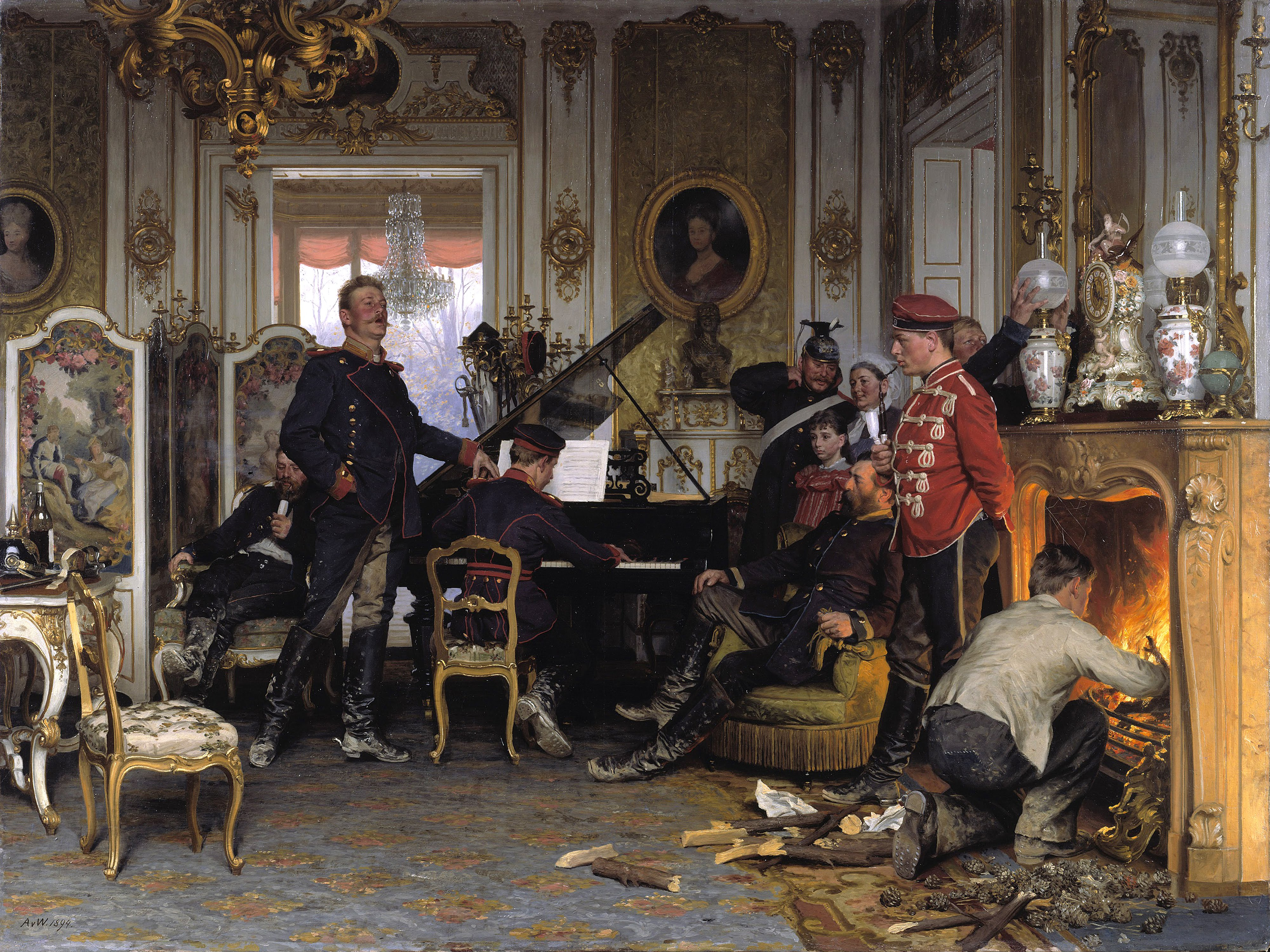
Anton von Werner, Gemälde: Im Etappenquartier von Paris (im requirierten Schloss „des Ombrages“ Brunoy, nach einer Skizze von 1870)
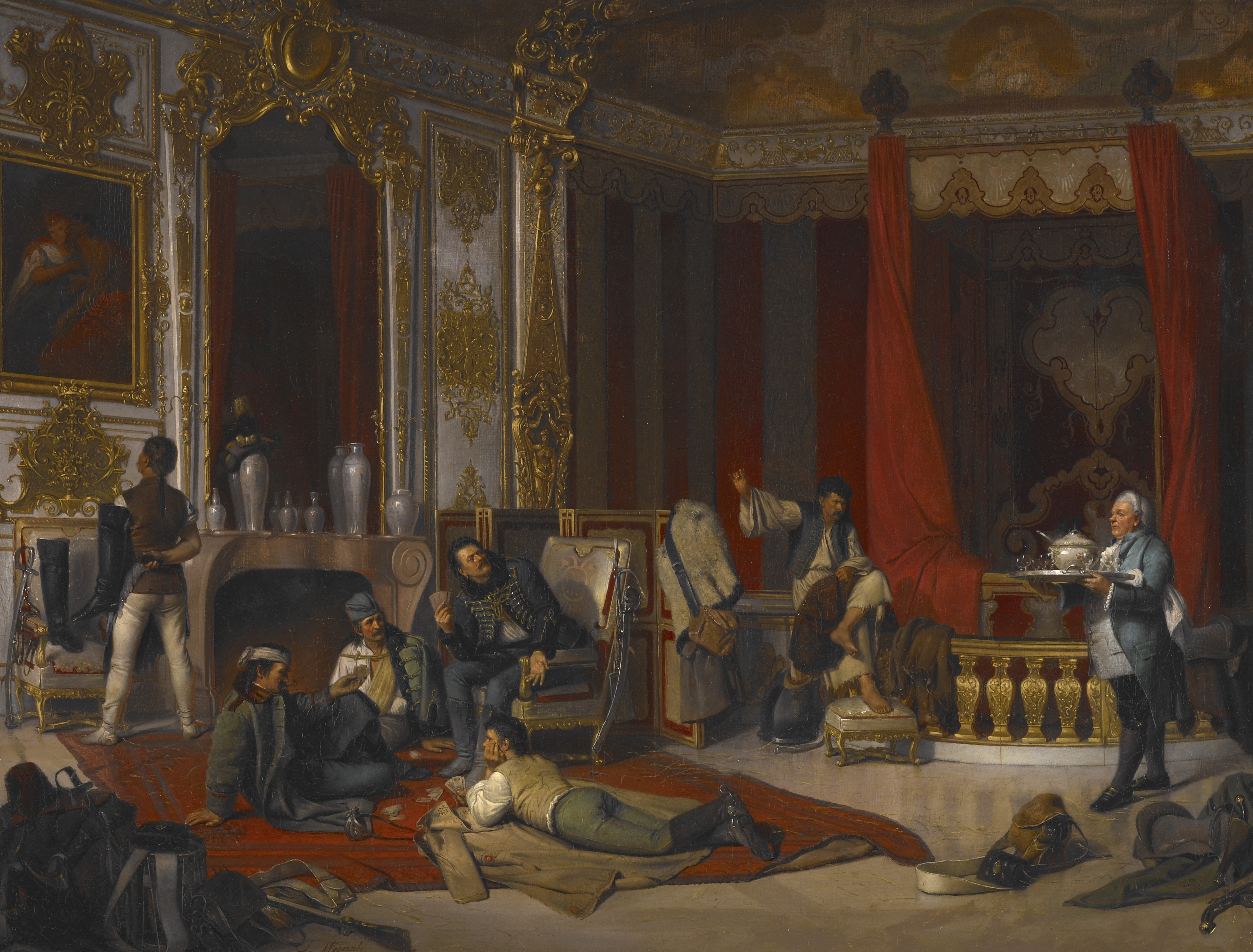
Josef Munsch, Gemälde (Militärische Einquartierung in einem Hochfürstlichen Prunkschloss)
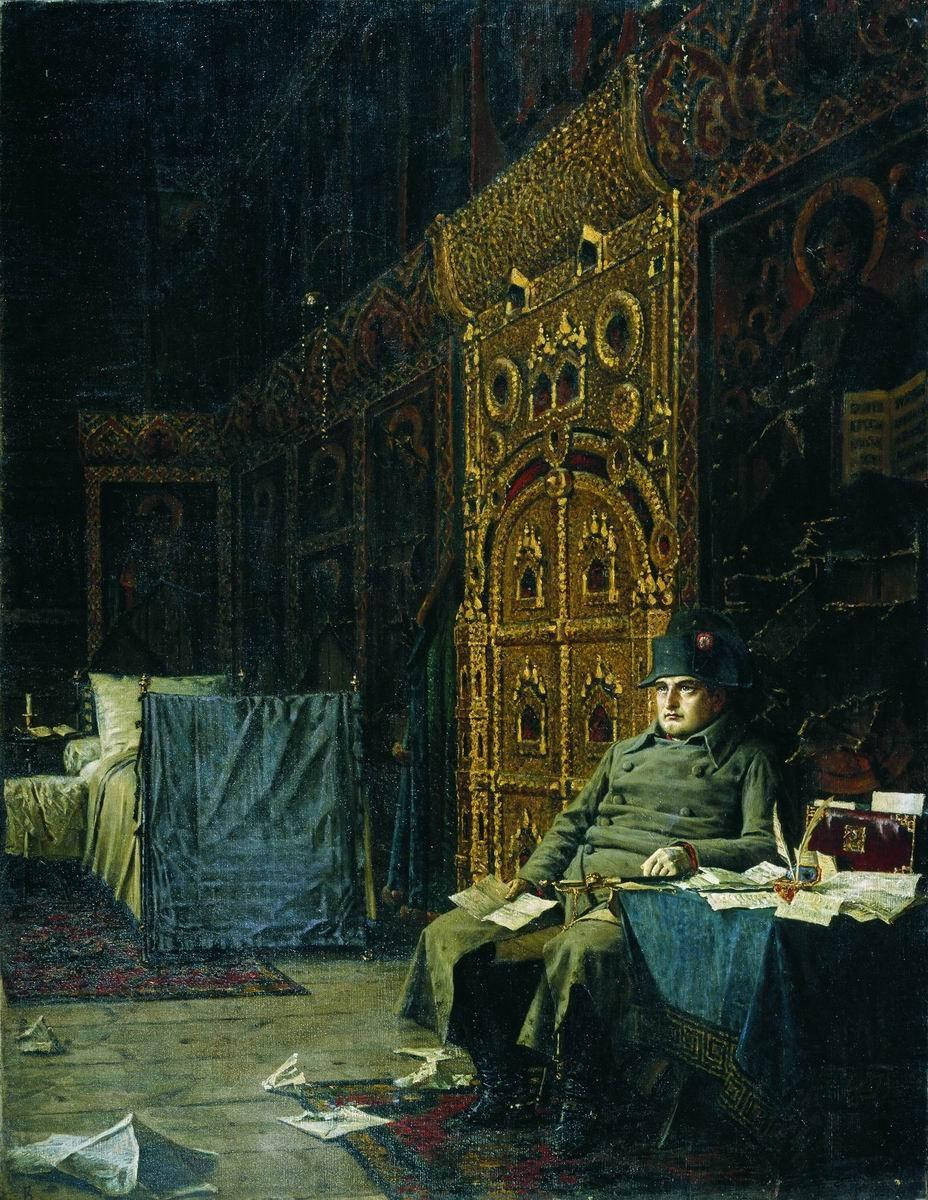
Quartier von Napoleon in Moskau im Petrowsker Palais

## Geschichte

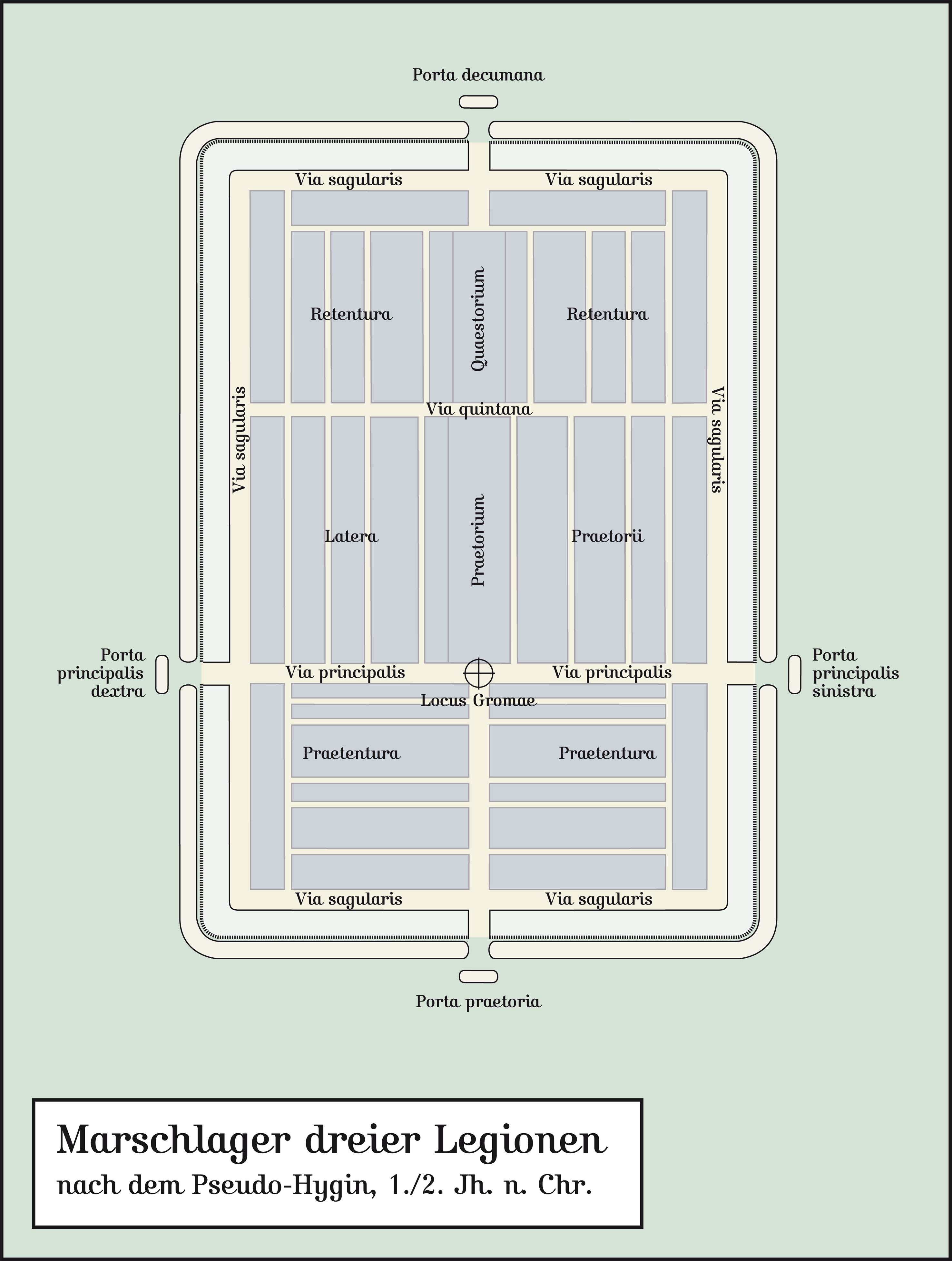
Quartiermeister-Plan der römischen Legion

Vorläufer der Quartiermeister waren als Praefectus castrorum bei den römischen Legionen bekannt. Es waren hohe Offiziere mit umfassenden Befugnissen, denen auch der Custos armorum (Waffenwart) untergeordnet war. Die Position wurde unter Augustus mit dem erklärten Ziel eingerichtet die Militärverwaltung mit professionellen Berufssoldaten zu besetzen.
Im 16. Jahrhundert war der Quartiermeister (auch: Quartiermacher) für die Erkundung, die Vorbereitung und den Bezug der Quartierplätze eines Landsknechtsregiments verantwortlich. Dazu gehörten das Landsknechtslager, der Marktplatz der Marketender und das Trosslager. Der Quartiermeister unterstand direkt dem Obristen und war im Dienstrang den Hauptleuten gleichgestellt. Er arbeitete eng mit dem Profoss, dem Proviantmeister und dem Wachtmeister zusammen. Er befehligte die von den einzelnen Fähnlein abgestellten Fouriere.
Daraus entwickelte sich später bei einer Einheit derjenige Unteroffizier, der das Bekleidungswesen, Waffen und Munition zu beaufsichtigen, die Naturalverpflegung der Mannschaften und den Furageempfang zu besorgen hatte. Im Seedienst war dies der erste Bootsmannsmaat, der die Aufsicht über die Schiffswache hat.
Der nächsthöhere Dienstgrad war der Oberquartiermeister bei der Heeresversorgung. Generalquartiermeister heißt in einzelnen Armeen der dem Chef des Generalstabs zunächst stehende Generalstabsoffizier, der teilweise auch einem „General-Quartiermeisterstabs-Corps“ zugeordnet war. In der Schweiz war zeitweise ein Grossquartiermeister im höchsten Rang.
Die Quartiermeister, deren Aufgaben sowie deren Organisation im Quartiermeisterwesen haben seit dem 15. Jahrhundert unterschiedlichste Ziele in Ländern und Staaten angenommen.
Neben den Kernaufgaben für Beschaffung, für Nachschub, für Logistik und für Requisition wurde die Geschichte der geographischen Vermessung maßgeblich durch Quartiermeister geprägt. Nach dem Tode Friedrichs II. wurden für den preußischen Generalstab, die Quartiermeister und Angehörigen der General-Quartiermeister-Stäbe in kurzer Folge mehrfach Reorganisationen durchgeführt. In Ländern des deutschen Reiches und in Österreich gab es Mitte des 19. Jahrhunderts General-Quartiermeister-Ämter oder -Stäbe, von denen zahlreiche Landkarten überliefert sind. Die Anfertigung von Militärkarten bis zu Atlanten der Militärgeographie für Europa waren Sonderaufgaben der Quartiermeister, die sich wie Terrain und Bodenkunde als Disziplinen der Militärwissenschaften zur Kriegskunst weiter entwickelten.

## Bundesheer und Österreichische Armee
Der Quartiermeister und die Entwicklungsgeschichte des Quartiermeisterwesen des Bundesheer von Österreich im 21. Jahrhundert ist Teil der österreichischen Militärgeschichte. Bereits im 15. und 16. Jahrhundert wurde der Aufgabenbereich direkt bei den Feldmarschallen zugeordnet. In den Jahren 1598, 1600, 1725 folgten genauere Bestimmungen zur Aufgabenverteilung und zur Hierarchie des Quartiermeisterwesens im österreichischen Militär. 1758 wurde das eigenständige „General-Quartiermeisterstabs-Corps“ als zentrales Organ dazu eingerichtet. Die taktischen Aufgaben verblieben bei den Militärischen Truppen, die Beschaffung, der Nachschub, der innere Dienst, die Militärpolizei, die Feldpost und ähnliche Aufgaben wurden nach und nach in der Hierarchie des Quartiermeister-Corps zentralisiert.
Das deutsche Heereswaffenamt übernahm in Österreich von 1938 bis 1945 die Aufgaben des Quartiermeisterwesens. Nach 1945 kümmerte sich das Bundesheer um diesen Aufgabenbereich. Im 21. Jahrhundert kam es zu Kritik an fehlender Einsatzfähigkeit die ursächlich in knappen Budgets aber auch in Problemen zur Strukturreform gesehen werden und den Aufgabenbereich der Quartiermeister betreffen.

## Bundeswehr
Quartiermeister als Dienstbezeichnung existiert in der Bundeswehr des 21. Jahrhunderts nicht mehr. Eine Folgebezeichnung lautet Truppenversorgungsbearbeiter Streitkräfte (TrVersBearb SK) bzw. Truppenversorgungsstabsoffizier (TrVersStOffz). Bei der Marine ist die Bezeichnung Truppenversorgungsbootsmann (TrVersBtsm). In der Aufbauzeit der Bundeswehr in den 1950er Jahren wurde teils auf Erfahrungen des Heereswaffenamtes und Quartiermeisterwesens der früheren Wehrmacht und andererseits des Versorgungssystems der US Army (Ordnance Corps) zurückgegriffen und die Feldzeugtruppe eingerichtet. Nach mehreren Reorganisationen liegen die Aufgaben beim Logistikkommando der Bundeswehr und bei den Heereslogistiktruppen (Bundeswehr).  Der Generalinspekteur der Bundeswehr ist Dienstvorgesetzter dieser Bereiche.

## Schweizer Armee

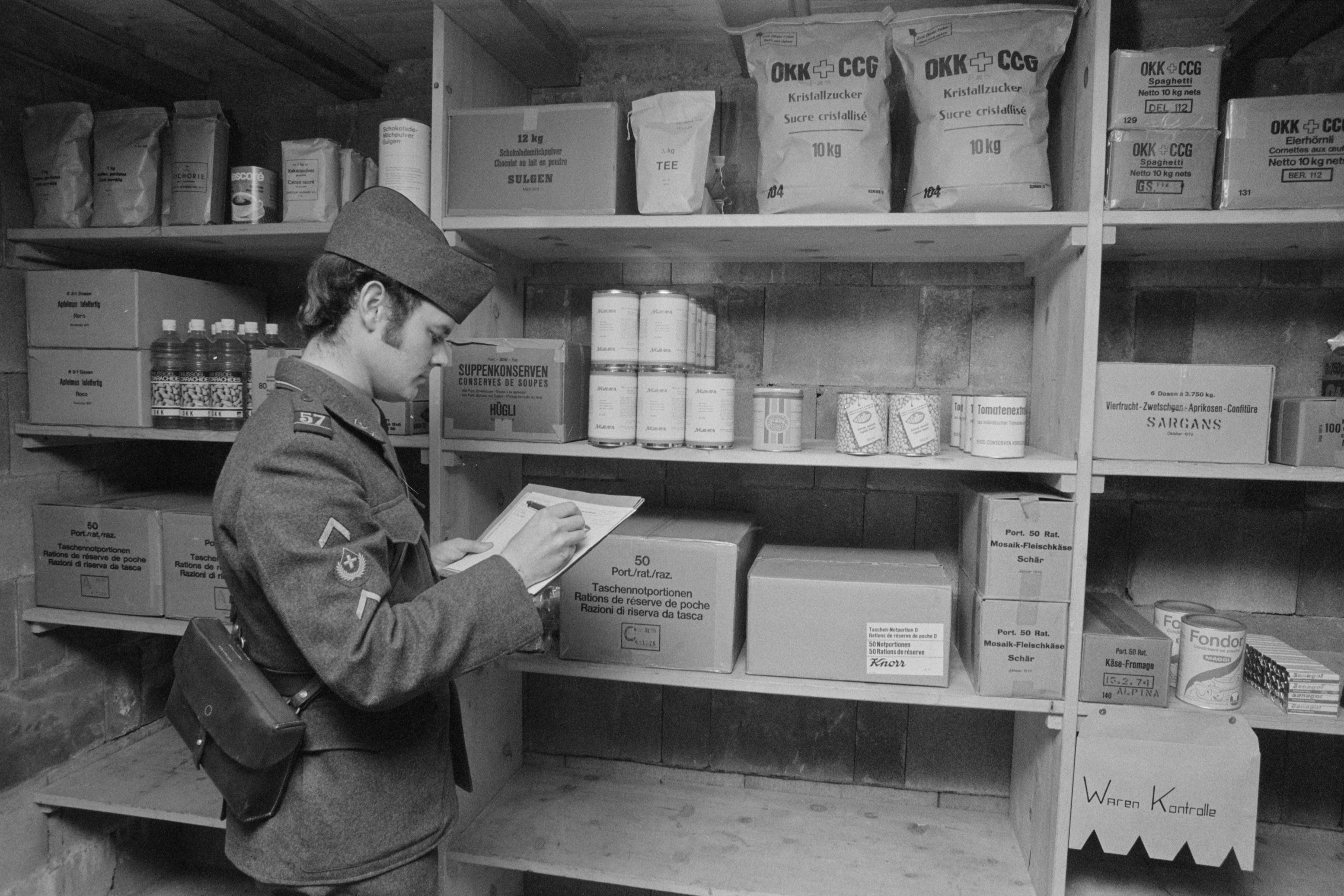
Schweizer Quartiermeister-Warenlager; ein Fourier bei der Arbeit (1974)

In der Schweizer Armee ist der Quartiermeister (Qm) im Rang eines Offiziers, der Fachvorgesetzte der Fouriere im Bataillon. Er ist zuständig für die Kontrolle und Aufsicht des Rechnungswesen in den Kompanien. Unter diesen Bereich fallen alle Tätigkeiten, die mit Vergütungen, Verpflegung, Sold und Rechnungsrevisionen zu tun haben. Auf der Stufe des Bataillons ist der Quartiermeister im Range eines Hauptmanns. Analog ist in den höheren Formationen ein weiterer Quartiermeister für die unterstellten Verbände zuständig.

## Bedeutungsverschiebung im Englischen
Der englische Begriff „Quartermaster“ wurde im 18. Jahrhundert aus der ursprünglichen Bedeutung abgeleitet, erhielt aber in der britischen Marine eine Bedeutungsverschiebung, sodass im englischsprachigen Raum in der Kriegs- und Handelsmarine der Steuermannsmaat als „Quartermaster“ bezeichnet wurde. Rang und Bedeutung der Quartermaster in der Marine kamen direkt nach dem Schiffskapitän. Aus der Literatur ist Long John Silver aus "Die Schatzinsel" von R. L. Stevenson sowie Ayrton aus "Die Kinder des Kapitän Grant" und "Die geheimnisvolle Insel" von Jules Verne als „Quartermaster“ u. a. im Piratentum bekannt. Bis zum 21. Jahrhundert haben sich Begriffsverwendung und Rang der Marinebezeichnungen mehrfach gewandelt; stattdessen sind Ränge wie Petty Officer, Chief Petty Officer, „Senior Chief petty officer“ bis „Command master chief petty officer“ an seine Stelle getreten. Das United States Army Quartermaster Corps (USQMC) sowie das US-Ordnance Corps haben auch im 21. Jahrhundert die klassischen Aufgaben von Quartiermeistern.